# Campionato europeo B di football americano 2022-2023
Il campionato europeo B di football americano 2022-2023 (in lingua inglese 2022-2023 American Football European Championship - Group B), noto anche come Europa 2022-2023 in quanto non disputato in uno Stato specifico, è la quinta edizione del campionato europeo B di football americano per squadre nazionali maggiori maschili, prima organizzata dalla IFAF Europe.

## Squadre partecipanti
| Pr. | Squadra  | Data di qualificazione | Qualificata in quanto | Ultima partecipazione |
| --- | -------- | ---------------------- | --------------------- | --------------------- |
| 1   | Germania |                        |                       | Esordiente            |
| 2   | Irlanda  |                        |                       | Esordiente            |
| 3   | Israele  |                        |                       | Europa 2019-21        |
| 5   | Spagna   |                        |                       | Europa 2019-21        |
| 4   | Turchia  |                        |                       | Europa 2019-21        |

## Tabellone
|  | Turno 1 | Turno 1 | Turno 1 |         |        | Turno 2 | Turno 2 | Turno 2 |         |                      | Finale               | Finale               | Finale |  |
|  |         |         |         |         |        |         |         |         |         |                      |                      |                      |        |  |
|  |         |         |         |         |        |         |         |         |         |                      | Germania             |                      |        |  |
|  |         |         |         |         |        |         |         |         |         |                      |                      |                      |        |  |
|  |         |         | Israele |         |        |         |         |         |         |                      |                      |                      |        |  |
|  | Spagna  | Spagna  | 26      |         |        |         |         |         |         |                      |                      |                      |        |  |
|  | Spagna  | Spagna  | 26      |         |        |         |         |         |         |                      |                      |                      |        |  |
|  | Irlanda | Irlanda | 7       |         |        |         |         |         |         |                      |                      |                      |        |  |
|  | Irlanda | Irlanda | 7       |         | Spagna | Spagna  | 23      |         |         | Finale 4º - 5º posto | Finale 4º - 5º posto | Finale 4º - 5º posto |        |  |
|  |         |         |         |         | Spagna | Spagna  | 23      |         |         |                      |                      |                      |        |  |
|  |         |         | Israele | Israele | 30     |         |         |         |         |                      |                      |                      |        |  |
|  | Israele | Israele | Israele | Israele | 30     | -       |         |         | Irlanda | Irlanda              | 14                   |                      |        |  |
|  | Israele | Israele |         |         |        |         |         |         | Irlanda | Irlanda              | 14                   |                      |        |  |
|  | Turchia | Turchia | -       |         |        | Turchia | Turchia | 17      |         |                      |                      |                      |        |  |

## Incontri

### Turno 1
| Pinto 22 ottobre 2022, ore 18:00 | Spagna | 26 – 7 | Irlanda | Estadio Municipal Rafael Mendoza |

| 2022 | Israele | - – - | Turchia |  |

### Turno 2
| Gerusalemme 6 agosto 2023, ore 19:30 | Israele | 30 – 23 | Spagna | Kraft Family Sports Campus |

### Finale 4º - 5º posto
| Cork 5 agosto 2023, ore 15:00 | Irlanda | 14 – 17 | Turchia | MTU Stadium |

### Finale
| 2023 | Germania | - – - | Israele |  |

## Campione
| Campione non conosciuta promossa nel Campionato europeo A di football americano 2023. |